# X Herculis
X Herculis är en halvregelbunden variabel av SRB-typ i stjärnbilden Herkules.
Stjärnan varierar mellan visuell magnitud +5,8 och 7,0 med en beräknad period av 102 dygn.